# Llista d'asteroides/151701-151800
| Nom      | Designació provisional | Data de descobriment | Lloc de descobriment | Descobridor/s |
| -------- | ---------------------- | -------------------- | -------------------- | ------------- |
| 151701 - | 2003 BK18              | 27 de gener de 2003  | Socorro              | LINEAR        |
| 151702 - | 2003 BL20              | 27 de gener de 2003  | Socorro              | LINEAR        |
| 151703 - | 2003 BU21              | 27 de gener de 2003  | Haleakala            | NEAT          |
| 151704 - | 2003 BH28              | 26 de gener de 2003  | Palomar              | NEAT          |
| 151705 - | 2003 BE30              | 27 de gener de 2003  | Socorro              | LINEAR        |
| 151706 - | 2003 BT33              | 28 de gener de 2003  | Socorro              | LINEAR        |
| 151707 - | 2003 BQ34              | 26 de gener de 2003  | Haleakala            | NEAT          |
| 151708 - | 2003 BV34              | 27 de gener de 2003  | Anderson Mesa        | LONEOS        |
| 151709 - | 2003 BN37              | 28 de gener de 2003  | Kitt Peak            | Spacewatch    |
| 151710 - | 2003 BL39              | 27 de gener de 2003  | Socorro              | LINEAR        |
| 151711 - | 2003 BM39              | 27 de gener de 2003  | Socorro              | LINEAR        |
| 151712 - | 2003 BH40              | 27 de gener de 2003  | Haleakala            | NEAT          |
| 151713 - | 2003 BK40              | 27 de gener de 2003  | Haleakala            | NEAT          |
| 151714 - | 2003 BM43              | 27 de gener de 2003  | Socorro              | LINEAR        |
| 151715 - | 2003 BZ46              | 28 de gener de 2003  | Palomar              | NEAT          |
| 151716 - | 2003 BN48              | 26 de gener de 2003  | Anderson Mesa        | LONEOS        |
| 151717 - | 2003 BR49              | 27 de gener de 2003  | Anderson Mesa        | LONEOS        |
| 151718 - | 2003 BL53              | 27 de gener de 2003  | Anderson Mesa        | LONEOS        |
| 151719 - | 2003 BN56              | 29 de gener de 2003  | Palomar              | NEAT          |
| 151720 - | 2003 BR58              | 27 de gener de 2003  | Socorro              | LINEAR        |
| 151721 - | 2003 BT58              | 27 de gener de 2003  | Socorro              | LINEAR        |
| 151722 - | 2003 BU61              | 28 de gener de 2003  | Socorro              | LINEAR        |
| 151723 - | 2003 BX63              | 28 de gener de 2003  | Socorro              | LINEAR        |
| 151724 - | 2003 BU65              | 30 de gener de 2003  | Socorro              | LINEAR        |
| 151725 - | 2003 BF73              | 28 de gener de 2003  | Haleakala            | NEAT          |
| 151726 - | 2003 BN76              | 29 de gener de 2003  | Palomar              | NEAT          |
| 151727 - | 2003 BQ80              | 31 de gener de 2003  | Socorro              | LINEAR        |
| 151728 - | 2003 BQ81              | 31 de gener de 2003  | Socorro              | LINEAR        |
| 151729 - | 2003 BY83              | 31 de gener de 2003  | Socorro              | LINEAR        |
| 151730 - | 2003 BJ84              | 30 de gener de 2003  | Anderson Mesa        | LONEOS        |
| 151731 - | 2003 BA86              | 23 de gener de 2003  | Kitt Peak            | Spacewatch    |
| 151732 - | 2003 BG87              | 26 de gener de 2003  | Kitt Peak            | Spacewatch    |
| 151733 - | 2003 BA88              | 27 de gener de 2003  | Socorro              | LINEAR        |
| 151734 - | 2003 BH89              | 28 de gener de 2003  | Kitt Peak            | Spacewatch    |
| 151735 - | 2003 BO90              | 30 de gener de 2003  | Anderson Mesa        | LONEOS        |
| 151736 - | 2003 CQ                | 1 de febrer de 2003  | Anderson Mesa        | LONEOS        |
| 151737 - | 2003 CV6               | 1 de febrer de 2003  | Socorro              | LINEAR        |
| 151738 - | 2003 CB7               | 1 de febrer de 2003  | Socorro              | LINEAR        |
| 151739 - | 2003 CU9               | 2 de febrer de 2003  | Anderson Mesa        | LONEOS        |
| 151740 - | 2003 CO13              | 4 de febrer de 2003  | Anderson Mesa        | LONEOS        |
| 151741 - | 2003 CT14              | 3 de febrer de 2003  | Haleakala            | NEAT          |
| 151742 - | 2003 CW19              | 9 de febrer de 2003  | Palomar              | NEAT          |
| 151743 - | 2003 CE21              | 1 de febrer de 2003  | Socorro              | LINEAR        |
| 151744 - | 2003 CA22              | 11 de febrer de 2003 | Bergisch Gladbach    | W. Bickel     |
| 151745 - | 2003 DG3               | 22 de febrer de 2003 | Palomar              | NEAT          |
| 151746 - | 2003 DQ7               | 22 de febrer de 2003 | Kitt Peak            | Spacewatch    |
| 151747 - | 2003 DM11              | 25 de febrer de 2003 | Haleakala            | NEAT          |
| 151748 - | 2003 DY16              | 21 de febrer de 2003 | Palomar              | NEAT          |
| 151749 - | 2003 DF18              | 19 de febrer de 2003 | Palomar              | NEAT          |
| 151750 - | 2003 DR18              | 21 de febrer de 2003 | Palomar              | NEAT          |
| 151751 - | 2003 DT18              | 21 de febrer de 2003 | Palomar              | NEAT          |
| 151752 - | 2003 DZ23              | 28 de febrer de 2003 | Socorro              | LINEAR        |
| 151753 - | 2003 EX                | 5 de març de 2003    | Socorro              | LINEAR        |
| 151754 - | 2003 EF2               | 5 de març de 2003    | Socorro              | LINEAR        |
| 151755 - | 2003 EG2               | 5 de març de 2003    | Socorro              | LINEAR        |
| 151756 - | 2003 EN3               | 6 de març de 2003    | Socorro              | LINEAR        |
| 151757 - | 2003 EG6               | 6 de març de 2003    | Anderson Mesa        | LONEOS        |
| 151758 - | 2003 EO6               | 6 de març de 2003    | Anderson Mesa        | LONEOS        |
| 151759 - | 2003 EF9               | 6 de març de 2003    | Socorro              | LINEAR        |
| 151760 - | 2003 EH10              | 6 de març de 2003    | Socorro              | LINEAR        |
| 151761 - | 2003 EG11              | 6 de març de 2003    | Socorro              | LINEAR        |
| 151762 - | 2003 EP11              | 6 de març de 2003    | Socorro              | LINEAR        |
| 151763 - | 2003 ET12              | 6 de març de 2003    | Socorro              | LINEAR        |
| 151764 - | 2003 EX12              | 6 de març de 2003    | Socorro              | LINEAR        |
| 151765 - | 2003 EB19              | 6 de març de 2003    | Anderson Mesa        | LONEOS        |
| 151766 - | 2003 EL19              | 6 de març de 2003    | Anderson Mesa        | LONEOS        |
| 151767 - | 2003 EY20              | 6 de març de 2003    | Anderson Mesa        | LONEOS        |
| 151768 - | 2003 EX22              | 6 de març de 2003    | Socorro              | LINEAR        |
| 151769 - | 2003 EK24              | 6 de març de 2003    | Socorro              | LINEAR        |
| 151770 - | 2003 EO24              | 6 de març de 2003    | Socorro              | LINEAR        |
| 151771 - | 2003 EV25              | 6 de març de 2003    | Socorro              | LINEAR        |
| 151772 - | 2003 EW25              | 6 de març de 2003    | Anderson Mesa        | LONEOS        |
| 151773 - | 2003 EK26              | 6 de març de 2003    | Anderson Mesa        | LONEOS        |
| 151774 - | 2003 EZ29              | 6 de març de 2003    | Palomar              | NEAT          |
| 151775 - | 2003 EV34              | 7 de març de 2003    | Socorro              | LINEAR        |
| 151776 - | 2003 EZ41              | 9 de març de 2003    | Campo Imperatore     | CINEOS        |
| 151777 - | 2003 EW46              | 8 de març de 2003    | Kitt Peak            | Spacewatch    |
| 151778 - | 2003 EE47              | 8 de març de 2003    | Socorro              | LINEAR        |
| 151779 - | 2003 EP47              | 9 de març de 2003    | Socorro              | LINEAR        |
| 151780 - | 2003 EX47              | 9 de març de 2003    | Anderson Mesa        | LONEOS        |
| 151781 - | 2003 EJ49              | 10 de març de 2003   | Anderson Mesa        | LONEOS        |
| 151782 - | 2003 ES53              | 10 de març de 2003   | Socorro              | LINEAR        |
| 151783 - | 2003 EJ58              | 12 de març de 2003   | Socorro              | LINEAR        |
| 151784 - | 2003 EL58              | 12 de març de 2003   | Palomar              | NEAT          |
| 151785 - | 2003 FZ3               | 25 de març de 2003   | Haleakala            | NEAT          |
| 151786 - | 2003 FL13              | 23 de març de 2003   | Kitt Peak            | Spacewatch    |
| 151787 - | 2003 FS18              | 24 de març de 2003   | Kitt Peak            | Spacewatch    |
| 151788 - | 2003 FJ24              | 23 de març de 2003   | Catalina             | CSS           |
| 151789 - | 2003 FH32              | 23 de març de 2003   | Kitt Peak            | Spacewatch    |
| 151790 - | 2003 FL32              | 23 de març de 2003   | Kitt Peak            | Spacewatch    |
| 151791 - | 2003 FE33              | 23 de març de 2003   | Kitt Peak            | Spacewatch    |
| 151792 - | 2003 FH33              | 23 de març de 2003   | Kitt Peak            | Spacewatch    |
| 151793 - | 2003 FB42              | 26 de març de 2003   | Kitt Peak            | Spacewatch    |
| 151794 - | 2003 FX42              | 23 de març de 2003   | Catalina             | CSS           |
| 151795 - | 2003 FJ45              | 24 de març de 2003   | Kitt Peak            | Spacewatch    |
| 151796 - | 2003 FZ47              | 24 de març de 2003   | Kitt Peak            | Spacewatch    |
| 151797 - | 2003 FP54              | 25 de març de 2003   | Haleakala            | NEAT          |
| 151798 - | 2003 FV54              | 25 de març de 2003   | Haleakala            | NEAT          |
| 151799 - | 2003 FN56              | 26 de març de 2003   | Palomar              | NEAT          |
| 151800 - | 2003 FE57              | 26 de març de 2003   | Palomar              | NEAT          |